# Мартын Боруля
«Мартин Боруля» — пьеса украинского драматурга Ивана Карпенко-Карого, написанная в 1886 году.

## Сюжет
Амбиции главного героя, Мартина Борули, — получение дворянского титула для повышения собственного социального статуса. Для этого планируется выдать замуж свою дочь Марысю за регистратора из ратуши. Однако, сердце Марыси принадлежит сыну друга семьи Гервасия Гуляницкого, который дворянином не является, что становится причиной отказа сватам.
Кроме того Боруля решает вопросы с приехавшим из города молодым повесой Нациевским, пробует сохранить за собой земли, арендованные  у господина Красовского, судится с Красовским за оскорбительные высказывания в свой адрес.
В результате, арендованные земли у Мартина Борули забирают, подходящей партии для Марыси найти не удаётся, документы на дворянство приходят с ошибкой, а поверенный Трандалев оказывается аферистом: работает на истца и ответчика, получая с обеих сторон оплату своих услуг и затягивая процесс.
Пьеса заканчивается принятием Мартином существующей реальности и его согласием на брак Марыси с Николаем, сыном Гервасия.

## Персонажи
- Мартин Боруля — богатый шляхтич, чиншевик
- Пелагея — его жена
- Марыся — их дочь
- Степан — их сын, канцелярист земского суда
- Гервасий Гуляницкий — друг Мартина, отец Николая
- Николай — его сын, парень
- Нациевский — регистратор из ратуши
- Красовский — шляхтич, с которым судится Мартин Боруля
- Трандалев — поверенный
- Протасий Пеньонжка, Матвей Дульский — чиншевики
- Омелько, Трофим — наёмные работники Борули

## Экранизации
В 1953 году был снят фильм-спектакль «Мартын Боруля».